# Palästinensische Unabhängigkeitserklärung
Die Palästinensische Unabhängigkeitserklärung war die Proklamation des Staates Palästina 1988 durch die Palästinensische Befreiungsorganisation (PLO) während der ersten Intifada. Sie erfolgte, nachdem König Hussein im Juni 1988 die rechtlichen und administrativen Bindungen seines Landes mit Westjordanien löste und die PLO aufforderte, das Vakuum zu füllen.

## Verlauf
Die Unabhängigkeitserklärung (arabisch اعلان الإستقلال iʿlān al-istiqlāl) wurde auf der Tagung des Palästinensischen Nationalrats (PNC) am 15. November 1988 in Algier beschlossen (Deklaration von Algier). Es war eine einseitige Proklamation eines Staates Palästina durch die PLO, die damals keine territoriale Macht ausübte, und war deshalb vor allem ein symbolischer Akt. Auch die heutigen Palästinensischen Autonomiegebiete sind nach wie vor kein souveräner Staat, da sie allgemein anerkannte Merkmale von Staaten nicht oder nur teilweise erfüllen.
Die Unabhängigkeitserklärung spezifizierte zunächst nicht das Territorium des Staates Palästina, aber berief sich auf den UN-Teilungsplan und „alle UN-Resolutionen seit 1947“. Als Hauptstadt des Staates Palästina wurde Jerusalem festgelegt.
Bundesaußenminister Hans-Dietrich Genscher erklärte zwei Tage nach der Erklärung, die Bundesregierung betrachte die Beschlüsse des Palästinensischen Nationalrats als wichtigen Schritt. Israel ließ verlautbaren: „Die Erklärung ist ein weiteres Desinformationsmanöver mit dem Ziel, Illusionen zu verbreiten und die Weltöffentlichkeit zu täuschen.“ Die USA bezeichneten die Beschlüsse von Algier als „nicht ausreichend“ und lehnten weiterhin jeden direkten Kontakt mit der PLO ab. Die Ostblockstaaten und viele Staaten der Dritten Welt erkannten den Staat an. Zu Beginn des Jahres 1989 hatten 65 Staaten, darunter als einziges NATO-Land die Türkei, den Palästinenserstaat offiziell anerkannt.
In einem Zusatzdokument wurde aber die Resolution 242 des UN-Sicherheitsrates, und damit indirekt das Existenzrecht Israels, anerkannt. Dies war die Bedingung dafür, dass die USA Verhandlungen mit der PLO aufnahmen.
Einen Monat später bekräftigte Jassir Arafat die Proklamation vor der UNO-Vollversammlung, die wegen seines Einreiseverbots in die USA nicht in New York stattfinden konnte, sondern nach Genf verlegt werden musste. Die UNO-Vollversammlung nahm die Ausrufung des Staates Palästina zur Kenntnis, veränderte am Status der PLO aber nichts, jedoch wurde der Name der Delegation in „Palästina“ geändert. Die UNO erkannten damals die Palästinenser als Volk und Völkerrechtssubjekt an, nicht aber einen Staat Palästina.
Am 23. September 2011 beantragte Palästinenserpräsident Mahmud Abbas die Vollmitgliedschaft für die Autonomiegebiete als Staat bei den Vereinten Nationen.
Am 29. November 2012 beantragte Abbas vor der UN-Generalversammlung das Zugestehen eines Beobachterstatus für den Staat Palästina. Die Mehrheit der Versammlung stimmte zu; 147 Staaten (Stand: 2012) der UNO-Mitglieder erkennen einen palästinensischen Staat an. Seitdem unterhält der Staat Palästina eine ständige Vertretung bei den Vereinten Nationen, die aus der PLO-Delegation hervorgegangen ist, und hat erweiterte Rechte, als noch vor dem Erhalt des Beobachterstatus. Außerdem sprechen die Vereinten Nationen seitdem von einem Staat Palästina.

## Inhalt
Der Nationalrat erklärte die Unabhängigkeit im Dokument mit folgendem Satz:
Gestützt auf das natürliche, historische und gesetzlich verbriefte Recht des palästinensischen Volkes auf Palästina, sein Vaterland, unter Berufung auf die Opfer der vorhergehenden Generationen, die die Freiheit und Unabhängigkeit ihres Vaterlandes verteidigt haben, ausgehend von den Beschlüssen der arabischen Gipfelkonferenzen und der Autorität des Völkerrechtes in Gestalt der Resolutionen der Vereinten Nationen seit dem Jahre 1947, in Wahrnehmung der Rechte des palästinensisch-arabischen Volkes auf Selbstbestimmung, politische Unabhängigkeit und unbeschränkte Hoheitsgewalt über sein Territorium proklamiert der Nationalrat im Namen Gottes und im Namen des palästinensisch-arabischen Volkes die Gründung des Staates Palästina auf palästinensischem Territorium mit Jerusalem als Hauptstadt.